# 李世光
李世光（リ・セグァン、朝鮮語: 리세광、1985年1月21日 - ）は、北朝鮮の元体操競技選手。北朝鮮の総合スポーツクラブの4.25体育団に所属している。リオデジャネイロオリンピック跳馬において金メダルを獲得した。
跳馬において世界で初めてリ・セグァン、リ・セグァン2を成功させた。

## 経歴
リ・セグァンは2006年のアジア競技大会での跳馬で堅実な演技を披露し、体操競技において北朝鮮初の金メダルを獲得した。その後、2007年の世界体操競技選手権での跳馬で銅メダルを獲得した。
2009年、リ・セグァンは跳馬においてツカハラからのダブル一回ひねりという高難易度の技を世界で初めて成功させた。この技はリ・セグァンと命名された。跳馬において、2009年時点でリ・セグァンの得点は7.2と評価された。2009年から2012年の採点基準 (MAG) における跳馬の難易度は、梁鶴善の7.4に次いで、2番目の高得点であった。
2009年、リ・セグァンは世界体操競技選手権に出場し、個人跳馬において予選1位通過をし、決勝で1回目は着地で転倒し、2回目は着地エリアからの踏み越しにより、平均点15.650点で7位に終えた。
リ・セグァンは北朝鮮の女子体操選手の年齢詐称問題に伴い、北朝鮮代表として2012年ロンドンオリンピックでの体操競技の出場が禁じられた。出場停止は2か月後の2012年10月5日に解除された。
2014年アジア競技大会では、リ・セグァンが跳馬でロンドンオリンピック優勝の梁鶴善（韓国）を抑えて予選1位通過したが、決勝では平均点14.799点で香港の石偉雄 (15.216) 、梁鶴善 (15.200) 、中国のハン・シ (14.800) に次いで4位に終わり、メダル獲得には至らなかった。
2014年中国南寧での世界体操競技選手権にて、リ・セグァンは種目別決勝において平均点15.413で、2回の跳馬とも4種目中最高難度の6.4の得点を獲得し、2回目の跳馬で着地エリアからの踏み越しにより0.3点の減点を受けたにもかかわらず、前世界王者の梁鶴善や2012オリンピック跳馬銅メダルのイーゴリ・ラディビロフ（ウクライナ）、米国のジェイコブ・ダルトン (15.199) の平均点を上回り金メダルを獲得した。 
2015年11月1日、リ・セグァンは世界体操競技選手権に出場し、個人跳馬で連覇を果たした。平均点15.450で、ベテランのマリアン・ドラグレスク（ルーマニア）(15.400)、ドネル・ウィッテンバーグ（米国）(15.350) を抑えて優勝を収めた。 
前オリンピックの跳馬王者の梁鶴善が負傷欠場するなか、リ・セグァンはリオデジャネイロオリンピックの個人跳馬決勝で金メダルを獲得した。
2018年アジア競技大会では、リ・セグァンは予選を6位で通過し、予選1位通過で前アジア競技大会跳馬王者の石偉雄 (14.612) に次ぐ平均点13.400で5位で終えた。
2018年の世界体操競技選手権では、リ・セグァンは最高難度6.0の跳馬を2回行い、平均点14.933でアルトゥール・ダラロヤン（ロシア）(14.883) 、白井健三 (14.675) に勝り金メダルを獲得した。
国際体操連盟 (FIG) によると、リ・セグァンは2020年2月に体操競技から現役引退することを表明した。

## 競技成績
| 年                           | 大会                               | 団体 | 個人 |     |  |      |      |  |  |
| ---------------------------- | ---------------------------------- | ---- | ---- | --- |  | ---- | ---- |  |  |
| 2005                         | 東アジア競技大会                   |      |      |     |  |      | 3位  |  |  |
| 2006                         | アジア体操競技選手権               |      |      |     |  |      | 2位  |  |  |
| 2006                         | アジア競技大会                     |      |      |     |  |      | 優勝 |  |  |
| 2007                         |                                    |      |      |     |  |      |      |  |  |
| 世界体操競技選手権           |                                    |      |      |     |  | 3位  |      |  |  |
| 2008                         | アジア体操競技選手権               | 3位  |      |     |  |      | 優勝 |  |  |
| 2009                         | ユニバーシアード                   |      |      | 2位 |  | 3位  |      |  |  |
| 2009                         | 世界体操競技選手権                 |      |      |     |  |      | 7位  |  |  |
| 2011                         | 北朝鮮代表として国際大会を出場停止 |      |      |     |  |      |      |  |  |
| 2012                         |                                    |      |      |     |  |      |      |  |  |
| 2014                         | アジア競技大会                     |      |      |     |  |      | 4位  |  |  |
| 2014                         | 世界体操競技選手権                 |      |      |     |  |      | 優勝 |  |  |
| 2015                         |                                    |      |      |     |  |      |      |  |  |
| 世界体操競技選手権           |                                    |      |      |     |  | 優勝 |      |  |  |
| 2016                         |                                    |      |      |     |  |      |      |  |  |
| リオデジャネイロオリンピック |                                    |      |      |     |  | 優勝 |      |  |  |
| 2018                         | アジア競技大会                     |      |      |     |  |      | 5位  |  |  |
| 2018                         | 世界体操競技選手権                 |      |      |     |  |      | 優勝 |  |  |

## リ・セグァンの名を冠した技
リ・セグァンは、跳馬において国際体操連盟 (FIG) が定める2017-2020年のMAGの得点規定で5つの技のみ認定されている最高難易度（Dスコア）6.0の技の名を複数個（2つ）以上の由来となった唯一の体操選手である。
| 種目 | 技名          | 説明                               | 難易度 | 備考                                                                 |
| ---- | ------------- | ---------------------------------- | ------ | -------------------------------------------------------------------- |
| 跳馬 | リ・セグァン  | ツカハラダブル一回ひねり           | 6.0    | 跳馬においてヤン・ハクソンと共に、当時新たに最高難易度に修正された。 |
| 跳馬 | リ・セグァン2 | 前転跳び前方屈身2回宙返り1/2ひねり | 6.0    | 事実上は、屈伸からのドラグレスク として知られている。                |